# Живописний заповідник
Живописний заповідник — творче угруповання (артгурт) українських художників, що існувало в 1991—1995 роках, складова частина   Нової української хвилі.

## Історія
Засновано 1991 (за іншими даними — 1992) року у Києві за ініціативи керівника молодіжного відділення Спілки художників України Тіберія Сільваші. Він став фундатором та автор концепції. Майбутня спільнота, як і Паризька комуна, сформувалась на седнівських пленерах ще в 1988—1989 роках, організованих за сприяння Спілки художників України. Локаціями були простір на березі річки Снов на Чернігівщині, в Будинку творчості і відпочинку художнього фонду Української РСР «Седнів». Представники постмодерністського мистецтва в Україні саме це містечко зробили центром «нової української хвилі». Подібна виставка «Живописний заповідник версія 2018» відбулась у листопаді 2018 року в Луцьку у музеї сучасного українського мистецтва Корсаків
Артгурт як спільна діяльність художників розпався 1995 року. Хоча митці продовжують і надалі співпрацювати і разом виставляти свої твори.
За назву творче угруповання обрало термін заповідник, як засвідчення поваги до заповітів живопису, колоризму, красного малярства з відповідністю фаховим законам. Першу спільну мистецьку виставку Landschaft «Живописного заповідника» було проведено 2002 року. Вона проходила у Національному художньому музеї України у Києві. Ще одна («Живописний заповідник. Золотий період») відбулась у березні-квітні 2018 року. Експозиція, розташована в залі аукціонного дому «Золотий Перетин» включала близько 30 творів усіх основних учасників, створених з 1990 по 1999 роки.
|  | Експерт з сучасного мистецтва Станіслав Скорик про виставку 2018 року: «Унікальність експозиції у тому, що, по-перше, через багато років нам вдалося зібрати разом роботи п'яти геніїв українського сучасного мистецтва в період світанку "Живописного заповідника". По-друге, представити твори, які ніколи не виставлялися і довгий час перебували виключно в приватних колекціях». |

## Мистецький напрям

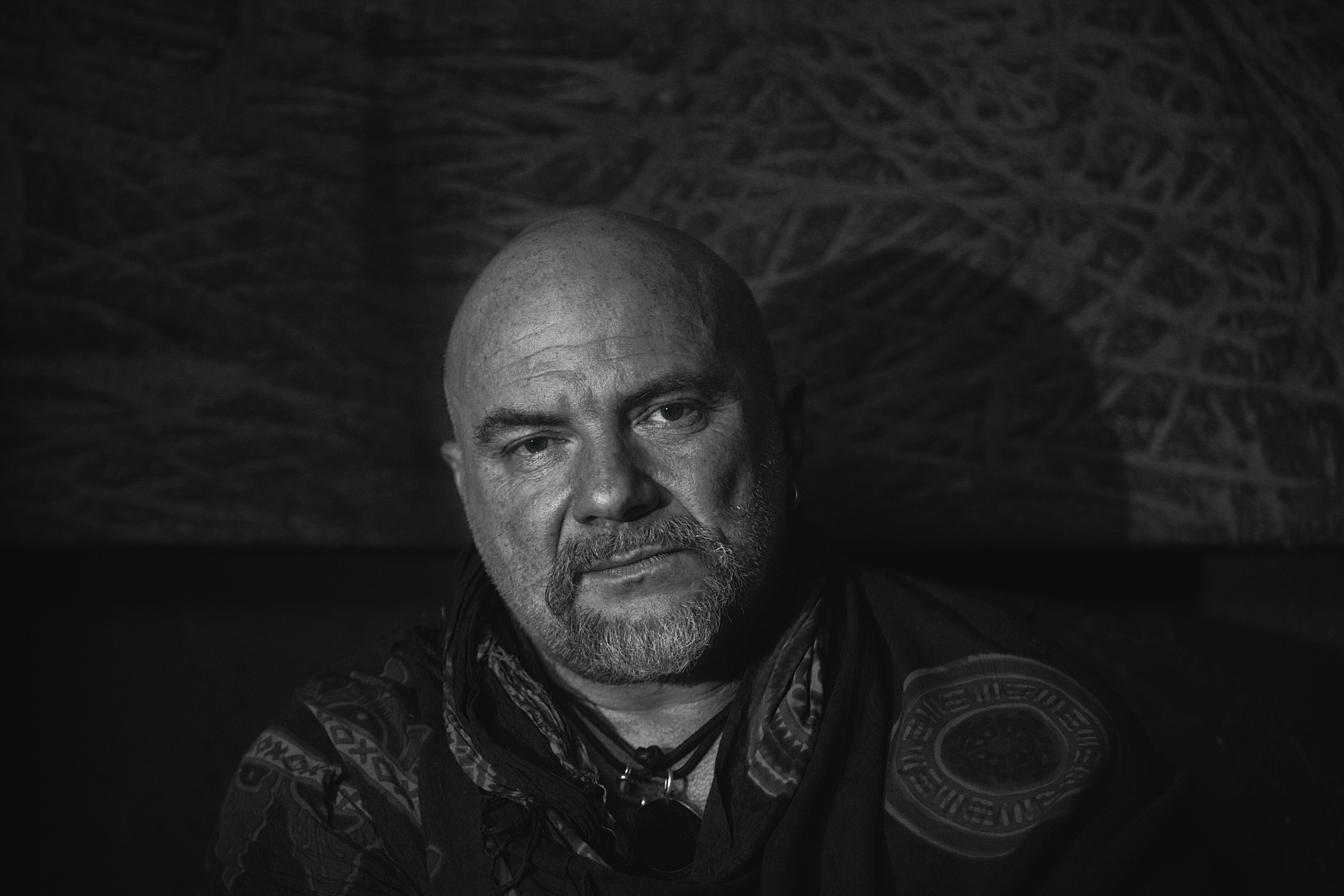
учасник артгурту Олександр Животков (світлина 2017 року)

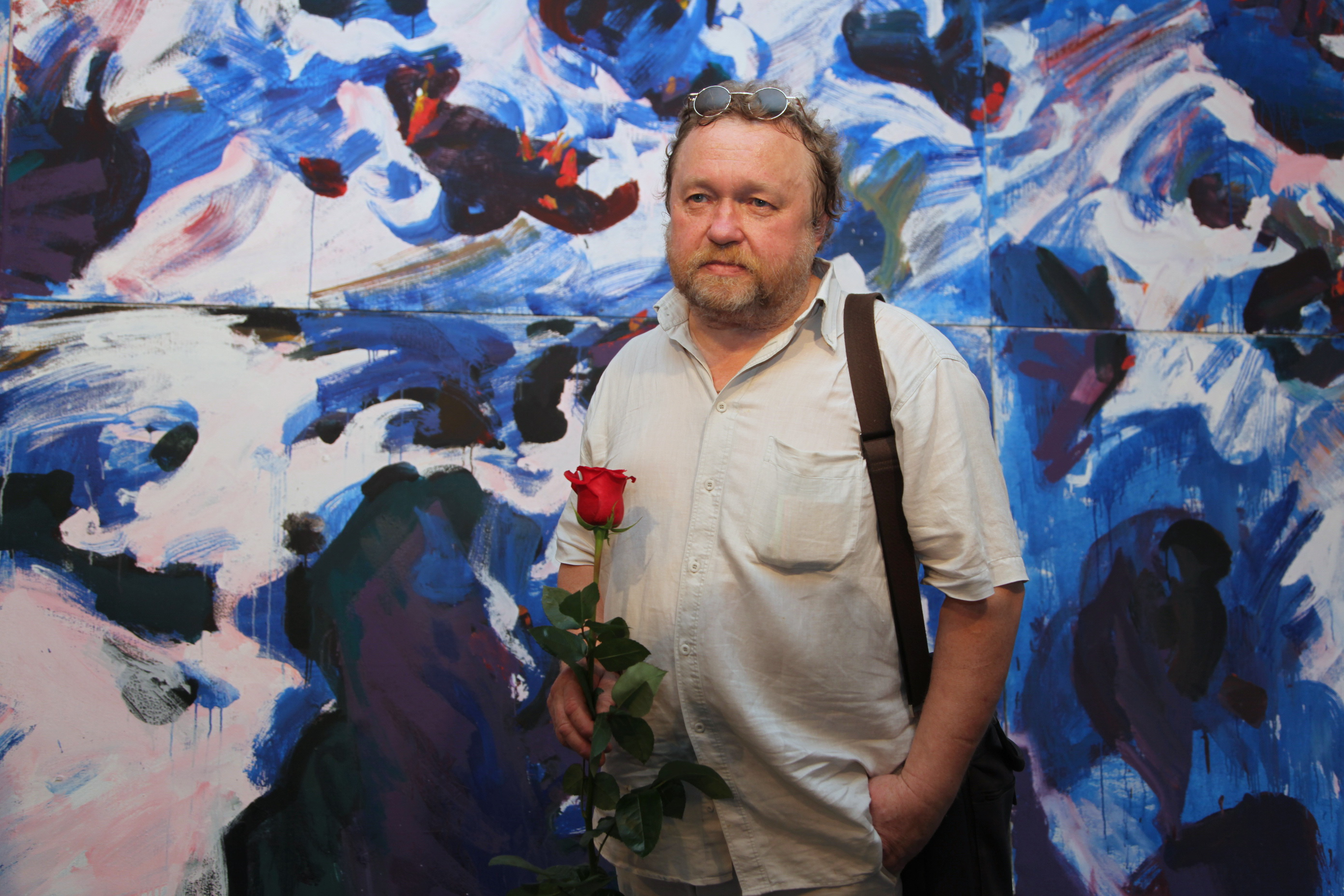
учасник артгурту Олександр Бабак (світлина 2013 року)

Учасники артгурту були прихильниками постмодернізму. Домінуючими у своїй творчості вони обрали позитивні цінності категорії «прекрасного» з орієнтацією на дослідження кольору (кольоропису), фактури і форми в просторі. В той же час, у кожного з учасників творче угруповання залишалося власне, автентичне бачення живопису.
Особливості мистецького напряму артгурту представлено у вступних статтях «Феномен „Живописного заповідника“» Е. Димшиця та «У контексті картини» О. Соловйова до каталогу «Живописний заповідник» (1995), «Живопис — незавершений проект» Г. Рудик до каталогу «Landscape „Живописного заповідника“» (2008) і «Опис неба над „Заповідником“» Т. Сільваші до каталогу «Живописний заповідник» (2008; усі — Київ).

## Учасники
- Олександр Бабак — автор полотен та ленд-арту;
- Олександр Животков — автор енергійних композицій, де показано різні психологічні стани людини;
- Анатолій Криволап — автор кольоронасичених горизонтальних структур, тяжіє до народної колористики;
- Марк Гейко;
- Микола Кривенко.

Популяризатором та натхнеником об'єднання виступив мистецтвознавець Едуард Димшиць.